# Giuseppe Capogrossi
Giuseppe Capogrossi (Roma, 7 de marzo de 1900 - Id., 9 de octubre de 1972) fue un pintor italiano.

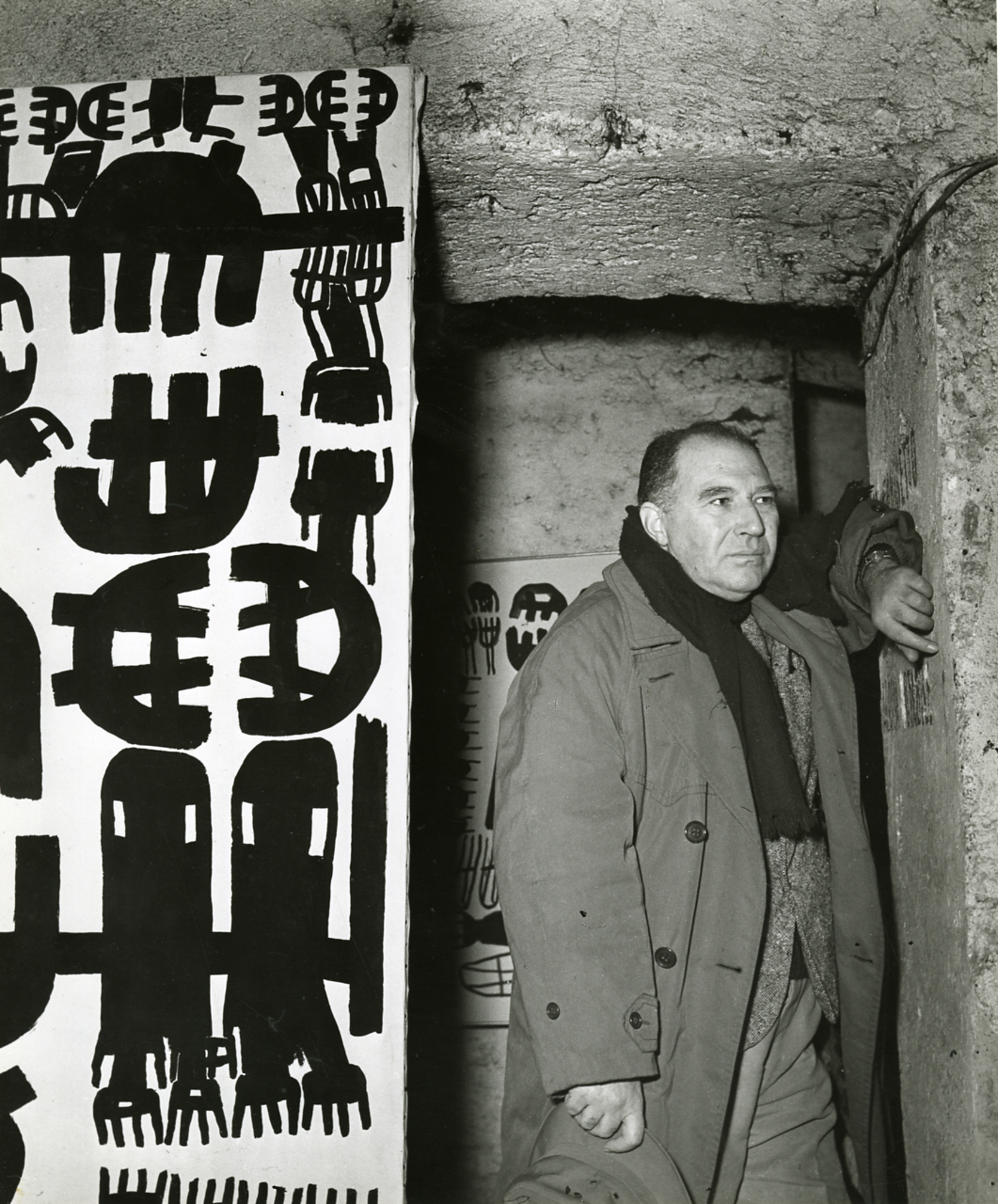
Giuseppe Capogrossi, 1955.

Capogrossi fue hijo de una familia noble. Estudio y se graduó en Derecho en Roma. Entre 1923 y 1924 estudió pintura con Felice Carena y en 1927, junto con Fausto Pirandello, se trasladó a París, una ciudad que visitaría varias veces durante su vida. En 1930 participó de la XXVII Bienal de Venecia y a partir de 1932 también participó en numerosas exposiciones colectivas en Roma, Venecia, Milán y París, por lo general como miembro de la llamada "Scuola Romana" ("Escuela romana"). En 1933 elaboró y firmó, con Emanuele Cavalli y otros, el llamado Manifesto del Primordialismo Plástico. En 1935 participó en San Francisco en la "Exposición de Pintura italiana contemporánea".
En los años posteriores a la Segunda Guerra Mundial, Capogrossi comenzó a pintar en un estilo más abstracto. Posteriormente, se convirtió en uno de los principales exponentes del arte informal italiano, junto con Lucio Fontana y Alberto Burri. Capogrossi participó en el Premio Bergamo en 1939, 1940 y 1942. En 1950 fue uno de los fundadores del Gruppo Origine, con Mario Ballocco, Alberto Burri y Ettore Colla. Participó en múltiples exposiciones en todo el mundo, como en la Documenta de Kassel, Alemania, en la Bienal de Arte de São Paulo en Brasil, en el Museo Guggenheim de Nueva York, en la Galería Nina Dausset de París o en la Tate Gallery de Londres.

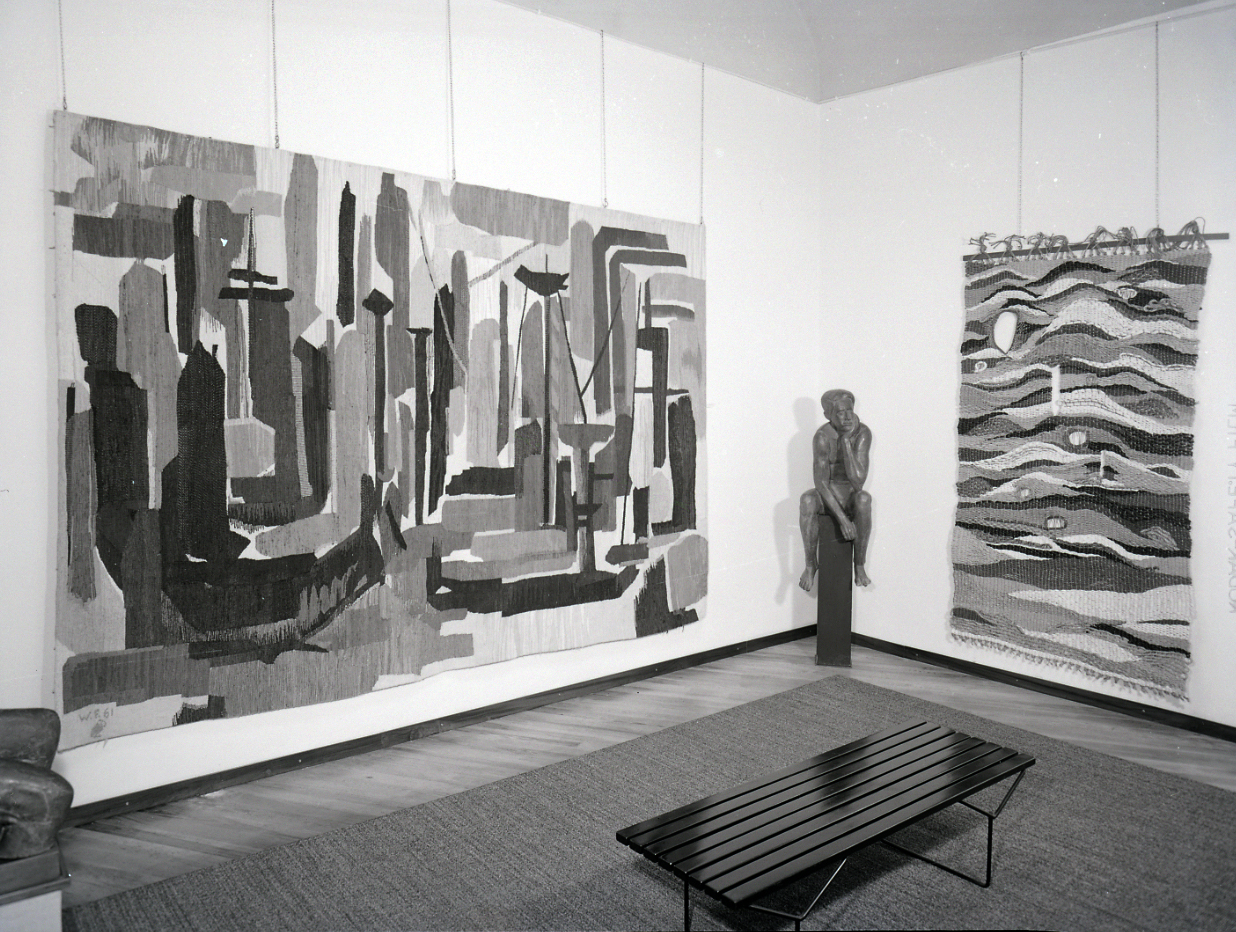
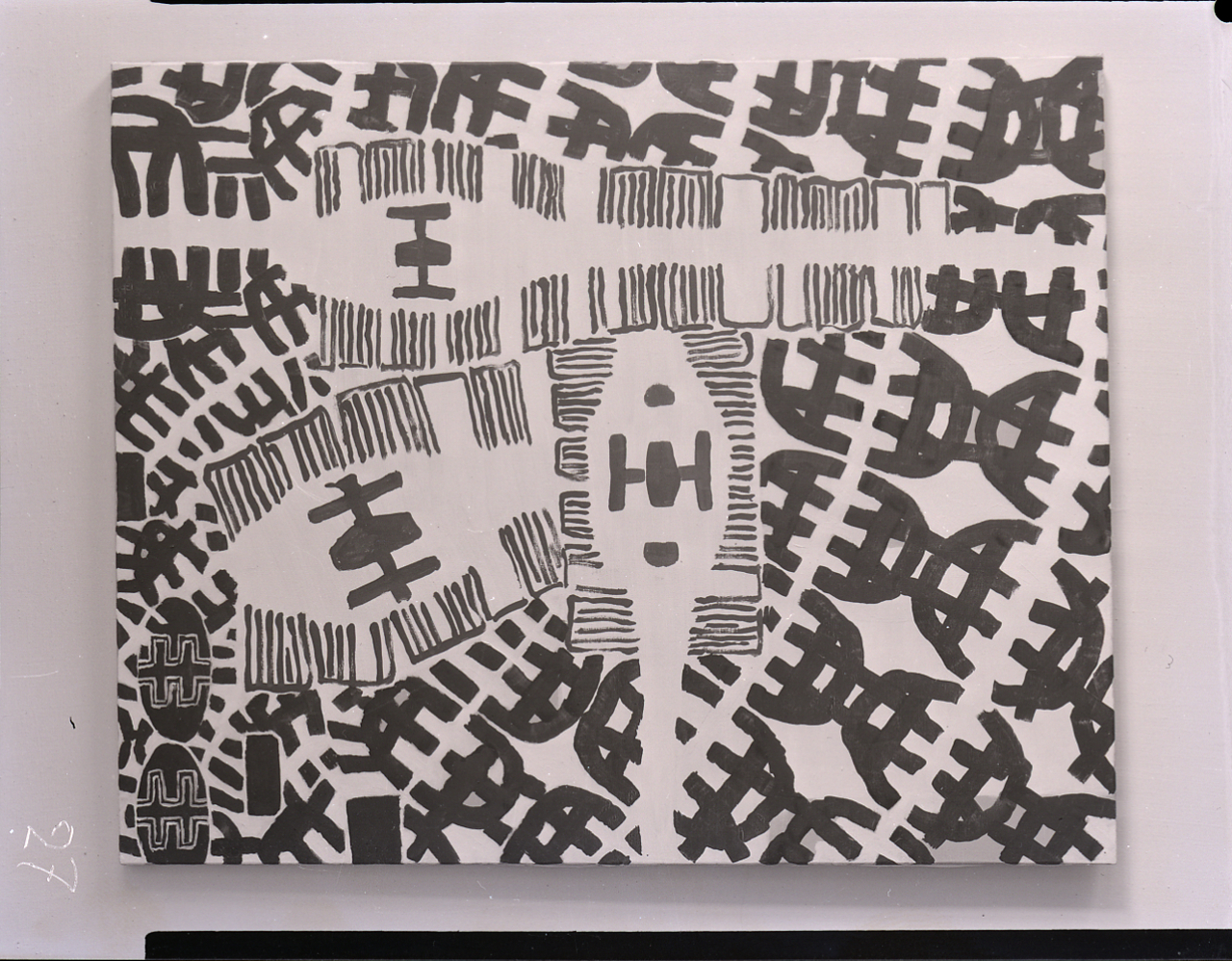

## Capogrossi en los museos
- Galería Nacional de Arte Moderno y Contemporáneo (Roma)
- Museo Nacional de Abruzzo (L’Aquila)
- Palacio Gavotti (Savona)
- Museo Carandente (Spoleto)
- Museo Nacional Centro de Arte Reina Sofía (Madrid)
- MAGI '900 (Pieve di Cento)